# 紅の砂漠
紅の砂漠（くれないのさばく、英語: Crimson Desert）は、パールアビス（英語: en:Pearl Abyss）で開発中のオープンワールドアクションアドベンチャーゲーム。コンソールとPCにてリリース予定。

## 概要
広大なパイウェル大陸で傭兵団がそれぞれ独自の手法で生き残りをかけて戦う、ストーリーモードのシングルプレイと、オンラインのマルチプレイ機能を組み合わせた「オープンワールドアクションアドベンチャー」となっている。
戦争に染まったファンタジー世界を背景にし、壮絶な傭兵たちのストーリーを描く。傭兵たちの血で刻んでいくエピック（英語: A Saga written in Blood）のサブタイトルを持っている。
本作の主人公は、マーティヌスの息子のマクダフ（英語: Martinus’s Son, Macduff）で小さい傭兵団のリーダー。傭兵団のリーダーとしてどんどん大きくなっていく責任感と過去のトラウマの間で悩み、葛藤しているキャラクターで模写される。
大陸を駆ける英雄のストーリーではなく、一つ一つのドラマを持っているキャラクターたちの血と涙を描いたゲームである。各キャラクターは個性とストーリーを持っていて、こういった部分がプレイスタイル、スキル、装備にも影響を与える。マクダフ傭兵団以外にも他の傭兵団も存在し、ストーリーと性向、生存目標を持っている。

## 開発
黒い砂漠の世界に存在する巨大な砂漠の名前から引き継がれた。最初は黒い砂漠の過去の時代の話を描こうとしたが、開発を重ねていくうちに紅の砂漠ならではの個性とオリジナリティが生まれ、結局新しい大陸、新しいエピック、新しいキャラクターが生み出された。
パールアビスの創業者である、キム・デイル会長が総括プロヂューサーとして率いていて、RYL ONLINEのディレクターだったジョン・ファンギョンプロヂューサー、C9のアクションを作り上げたイ・ソンウプロヂューサー、C9と黒い砂漠を開発したチェ・ヒョンソクディレクターが核心開発者である。

## 歴史
- 2019年11月7日：ゲームタイトルが初めて公開された。
- 2019年11月14日：G-STAR2019で開かれたパールアビスコネクト2019(Pearl Abyss Connect 2019)イベントで公式トレーラーが初めて公開された[1]。
- 2019年12月12日：公式ホームページでストーリーの紹介と、新規スクリーンショットが公開された[2]。
- 2019年12月10日：The Game Awards2020イベントでゲームプレイのトレーラーが公開された[3]。
- 2020年12月3日：シンボルアニメーションが公開された[4]。